# علاقات المكسيك الخارجية
يدير رئيس الولايات المكسيكية المتحدة العلاقات الخارجية للمكسيك من خلال أمانة الشؤون الخارجية. يعترف البند العاشر من المادة 89 بمبادئ السياسة الخارجية بشكل دستوري، والتي تشمل احترام القانون الدولي والمساواة القانونية بين الدول، وسيادتها واستقلالها، وعدم التدخل في الشؤون الداخلية للدول الأخرى، والحل السلمي للنزاعات، وتعزيز الأمن الدولي من خلال المشاركة النشطة في المنظمات الدولية. كانت عقيدة استرادا بمثابة مكمل حاسم لهذه المبادئ منذ ثلاثينات القرن الماضي.
تركزت علاقات المكسيك بعد حرب الاستقلال في المقام الأول على الولايات المتحدة، والتي تُعد جارتها الشمالية، وأكبر شريك تجاري لها، والفاعل الأقوى في نصف الكرة الأرضية والشؤون العالمية (القوة العظمى). بُنيت سياسات النظام الخارجية، بمجرد إعادة تأسيسه، في ظل القوة الإقليمية في العقود اللاحقة. دعمت المكسيك الحكومة الكوبية منذ إنشائها في أوائل ستينات القرن الماضي، والثورة الساندينية في نيكاراغوا في أواخر سبعينات القرن الماضي، والجماعات الثورية اليسارية في السلفادور خلال ثمانينات القرن الماضي، وذلك إظهارًا لاستقلالها عن الولايات المتحدة. تبنى الرئيس السابق فيسينتي فوكس في العقد الأول من القرن الحادي والعشرين سياسة خارجية جديدة تدعو إلى الانفتاح وقبول النقد من المجتمع الدولي، وزيادة مشاركة المكسيك في الشؤون الخارجية، وذلك فضلًا عن مزيد من التكامل تجاه جيرانها الشماليين. أُعطيت أولوية أكبر لأمريكا اللاتينية ومنطقة البحر الكاريبي خلال إدارة الرئيس فيليبي كالديرون.
تُعد المكسيك أحد الأعضاء المؤسسين للعديد من المنظمات الدولية، وأبرزها الأمم المتحدة، ومنظمة الدول الأمريكية، ومنظمة الدول الأيبيرية الأمريكية للتربية والعلم والثقافة، ومنظمة حظر الأسلحة النووية في أمريكا اللاتينية ومنطقة البحر الكاريبي، ومجموعة ريو. بقيت المكسيك لفترة طويلة واحدة من أكبر المساهمين في الميزانية العادية للأمم المتحدة، ومُنِحت المنظمة في عام 2008 أكثر من 40 مليون دولار. كانت أيضًا العضو الوحيد في أمريكا اللاتينية في منظمة التعاون الاقتصادي والتنمية منذ انضمامها في عام 1994 حتى انضمام تشيلي في عام 2010. تُعتبر المكسيك بلدًا صناعيًا جديدًا، وقوة إقليمية، وسوق ناشئة، وبالتالي تواجدها في المجموعات الاقتصادية الرئيسية مثل مجموعة الثمانية زائد خمسة ومجموعة العشرين.

## العلاقات متعددة الأطراف

### الأمم المتحدة
تُعد المكسيك عاشر أكبر مساهم في الميزانيات العادية للأمم المتحدة، وهي حاليًا عضو في ثماني عشرة منظمة نشأت من الجمعية العامة، والمجلس الاقتصادي والاجتماعي والمنظمات المتخصصة الأخرى التابعة للأمم المتحدة.
كانت المكسيك عضوًا غير دائم في مجلس الأمن التابع للأمم المتحدة في عام 1946، و1982-1983، و2002-2003. حصلت في 17 أكتوبر 2008 على 185 صوتًا، وانتُخبت لتكون عضوًا غير دائم للمرة الرابعة من 1 يناير 2009 إلى 31 ديسمبر 2010. تتولى المكسيك الرئاسة الدورية لمجلس الأمن الدولي منذ 1 أبريل.
أثارت المكسيك على نطاق واسع في السنوات الأخيرة الحاجة إلى إصلاح مجلس الأمن الدولي وأساليب عمله بدعم من كندا، وإيطاليا، وباكستان، وتسع دول أخرى، إذ شكلوا حركة غير رسمية تُدعى نادي القهوة تأسست في تسعينات القرن الواضي، وعارضت بشدة الإصلاح الذي اقترحته مجموعة الأربعة.
اقترحت بعض الأحزاب السياسية تعديل الدستور من أجل السماح للجيش المكسيكي أو القوات الجوية أو البحرية للتعاون مع الأمم المتحدة في بعثات حفظ السلام؛ وذلك تماشيًا مع عقيدة كاستانيدا للانفتاح الجديد في السياسة الخارجية المكسيكية، التي تأسست في أوائل العقد الأول من القرن الحادي والعشرين.

### منظمة الدول الأمريكية
شاركت المكسيك بنشاط في المنظمة الحكومية الدولية كعضو مؤسس في منظمة الدول الأمريكية. عملت المكسيك بشكل دائم منذ إنشاء منظمة الدول الأمريكية على تشجيع إشراك المزيد من المبادئ المتعلقة بالتعاون الدولي والجوانب العسكرية الأقل، فاستند موقفها إلى مبادئ عدم التدخل والحل السلمي للنزاعات. فضلت المكسيك أيضًا عضوية كندا في عام 1989 وبليز وغواتيمالا في عام 1991. 
طلبت منظمة الدول الأمريكية من جميع الدول الأعضاء في عام 1964، وتحت ضغط الولايات المتحدة، قطع العلاقات الدبلوماسية مع كوبا. رفضت المكسيك ذلك وأدانت غزو خليج الخنازير، ولم تدعم طرد كوبا من منظمة الدول الأمريكية. عارضت المكسيك بعد سنوات إنشاء تحالف عسكري في إطار منظمة الدول الأمريكية بشدة، وأدانت الغزو الأمريكي لبنما في عام 1989.
عُزِّز ترشيح وزير الخارجية آنذاك لويس إرنستو ديربيز لمنصب الأمين العام لمنظمة الدول الأمريكية في ظل إدارة فوكس. فشلت العملية في النهاية، ولكنها أثارت أزمة دبلوماسية مع تشيلي وانتقادات قاسية من الرأي العام المكسيكي عندما أعلن ديربيز أنه لم يعد ينافس خوسيه ميغيل إنسولزا؛ ولكن الوفد المكسيكي امتنع عن التصويت على الرغم من الاتفاق مسبقًا على أنه سيصوت لصالح المرشح التشيلي.

### البلدان بالغة التنوع
البلدان بالغة التنوع هي مجموعة من البلدان التي تأوي غالبية أنواع الأرض، وتُعتبر بالغة التنوع الحيوي، وهي بالتالي ذات أولوية قصوى في جدول الأعمال البيئي العالمي. حددت منظمة الحفظ الدولية 17 بلد بالغ التنوع في عام 1998 يقع معظمها في المناطق المدارية أو لديها أقاليم فيها.
شكلت المكسيك منظمة منفصلة تُدعى البلدان بالغة التنوع متشابهة التفكير في عام 2002؛ وتتألف من بلدان غنية بالتنوع البيولوجي والمعارف التقليدية المرتبطة به. تضم هذه المنظمة مجموعة مختلفة من البلدان بالغة التنوع عن تلك التي حددتها منظمة الحفظ الدولية.

## القضايا عبر الوطنية

### المخدرات غير المشروعة
ما تزال المكسيك دولة عبور وليست دولة منتجة للكوكايين. تُنتج المكسيك الميثامفيتامين والماريجوانا، وهي مسؤولة عن حوالي 80% من الميثامفيتامين المنتشر في شوارع الولايات المتحدة. تُهرِّب المكسيك أيضًا 1100 طن متري من الماريجوانا كل عام.
إن أكثر بقليل من نصف الكوكايين المستورد إلى الولايات المتحدة في عام 1990 قد دخل عبر المكسيك؛ وارتفعت النسبة بحلول عام 2007 إلى أكثر من 90% وفقًا لتقديرات وزارة الخارجية الأمريكية. استخدمت الحكومة قوات الشرطة في تسعينات القرن العشرين وأوائل العقد الأول من القرن الحادي والعشرين بدون أي تأثير؛ وذلك على الرغم من أن العنف بين عصابات المخدرات كان يحدث قبل وقت طويل من بدء الحرب. تغير ذلك في 11 ديسمبر 2006، عندما أرسل الرئيس المنتخب حديثًا فيليبي كالديرون 6500 جنديًا فيدراليًا إلى ولاية ميتشواكان لوضع حد لعنف المخدرات هناك. يُعتبر هذا الإجراء بمثابة أول انتقام كبير يُتخذ ضد عمليات العصابات، ويُنظر إليه عمومًا على أنه نقطة البداية للحرب بين الحكومة وعصابات المخدرات. واصل كالديرون تصعيد حملته لمكافحة المخدرات مع مرور الوقت، والتي يشارك فيها الآن أكثر من 25000 جندي. تشير التقديرات إلى وقوع حوالي 2000 حالة وفاة عنيفة مرتبطة بالمخدرات خلال عام 2006، وحوالي 2300 حالة وفاة خلال عام 2007، وأكثر من 6200 شخص بحلول نهاية عام 2008. كان أغلب القتلى من أعضاء العصابات الذين قُتِلوا على يد خصوم أو الحكومة، وكان بعضهم من المارة.

يُعترف بالاتجار بالمخدرات كقضية لها مسؤوليات مشتركة تتطلب تدابير منسقة من قبل الولايات المتحدة والمكسيك. صرحت وزيرة الخارجية الأمريكية هيلاري كلينتون عند زيارتها الرسمية لمكسيكو سيتي في مارس 2009 بما يلي:
إن طلبنا الشره على المخدرات غير المشروعة يغذي تجارة المخدرات. إن عدم قدرتنا على منع تهريب الأسلحة بشكل غير قانوني عبر الحدود لتسليح هؤلاء المجرمين يتسبب في مقتل ضباط الشرطة والجنود والمدنيين.

### الهجرة غير الشرعية
وُلِد حوالي ثلث المهاجرين في الولايات المتحدة في المكسيك، كونها مصدر أكبر عدد من المهاجرين المصرح لهم (%20) وغير المصرح لهم (%56) الذين يأتون إلى الولايات المتحدة كل عام. توقف المهاجرون المكسيكيون عن التركز في كاليفورنيا، والجنوب الغربي، وإلينوي منذ أوائل تسعينات القرن الماضي، ولكنهم بدأوا في القدوم إلى ولايات جديدة مثل نيويورك، وكارولينا الشمالية، وجورجيا، ونيفادا، وواشنطن العاصمة، بأعداد متزايدة. يمكن أن تُعزى هذه الظاهرة بشكل أساسي إلى الفقر في المكسيك، والطلب المتزايد على العمالة غير الماهرة في الولايات المتحدة، ووجود شبكات عائلية ومجتمعية راسخة تسمح للمهاجرين بالوصول إلى الولايات المتحدة مع أشخاص يعرفونهم.
ظل جزء كبير من إطار قانون الهجرة في الولايات المتحدة على حاله منذ عام 1965. يحتاج الاقتصاد الأمريكي إلى عمال مهاجرين ذوي مهارات عالية ومنخفضة ليظلوا قادرين على المنافسة؛ وأن يكون لديهم عدد كافٍ من العمال الذين يستمرون في الدفع للضمان الاجتماعي والرعاية الصحية مع تقدم سكان الولايات المتحدة بالعمر. يوجد حاليًا عدد قليل جدًا من قنوات الهجرة إلى الولايات المتحدة لأسباب تتعلق بالعمل بموجب القانون الحالي. أعربت منظمة العفو الدولية عن قلقها بشأن الوحشية المفرطة التي يتعرض لها المهاجرون غير الشرعيين، والتي تشمل الضرب، والاعتداء الجنسي، والحرمان من الرعاية الطبية، والحرمان من الطعام والماء والدفء لفترات طويلة.
أبدت الحكومة المكسيكية اهتمامًا محدودًا بالقضايا لسنوات عديدة. سعى الرئيس السابق فيسينتي فوكس بنشاط إلى الاعتراف بمساهمة المهاجرين في الولايات المتحدة والمكسيك، والسعي إلى اتفاقية هجرة ثنائية مع حكومة الولايات المتحدة، والتي فشلت في النهاية. ركزت الإدارة الحالية على كيفية خلق فرص عمل في المكسيك، وتعزيز أمن الحدود، وحماية المواطنين المكسيكيين الذين يعيشون في الخارج.
بنت المكسيك سمعة بشكل تقليدي باعتبارها واحدة من بلدان اللجوء الكلاسيكية، مع مواقف متفاوتة تجاه اللاجئين من إسبانيا ودول أوروبية أخرى قبل وأثناء الحرب العالمية الثانية، ومن المخروط الجنوبي لأمريكا اللاتينية في سبعينات القرن الماضي، ومن أمريكا الوسطى منذ بداية ثمانينات القرن الماضي. يُعامل اللاجئين الذين يطلبون اللجوء عادة في السنوات الأخيرة كما لو كانوا مجرد مهاجرين، مع إجراءات إدارية شاملة. شهدت الحدود الجنوبية للمكسيك زيادة كبيرة في تدفقات المهاجرين الشرعية وغير الشرعية على مدى العقد الماضي، ولاسيما بالنسبة للمهاجرين الذين يسعون إلى عبور المكسيك للوصول إلى الولايات المتحدة. أدان خوسيه لويس سوبيرانيس، رئيس اللجنة الوطنية لحقوق الإنسان، سياسة القمع التي تنفذها الحكومة المكسيكية ضد المهاجرين غير الشرعيين الذين يعبرون الحدود الجنوبية للبلاد. عدّل الرئيس كالديرون «القانون العام للسكان» لإلغاء بعض العقوبات ضد المهاجرين مثل السجن؛ واستبدلها بفرض غرامات تصل إلى 500 دولار أمريكي على المهاجرين غير الشرعيين.